# Comitato Olimpico Nazionale della Guinea Equatoriale
Il Comitato Olimpico Nazionale della Guinea Equatoriale (noto anche come Comité Olímpico Nacional de Guinea Ecuatorial in spagnolo, Comité national olympique équatoguinéen in francese, Comité Olímpico Nacional da Guiné Equatorial in portoghese) è un'organizzazione sportiva equatoguineana, nata nel 1980 a Malabo, Guinea Equatoriale.
Rappresenta questa nazione presso il Comitato Olimpico Internazionale (CIO) dal 1984 ed ha lo scopo di curare l'organizzazione ed il potenziamento dello sport in Guinea Equatoriale e, in particolare, la preparazione degli atleti equatoguineani, per consentire loro la partecipazione ai Giochi olimpici. L'organizzazione è, inoltre, membro dell'Associazione dei Comitati Olimpici Nazionali d'Africa.
L'attuale presidente dell'associazione è Manuel Sabino Asumu Cawan, mentre la carica di segretario generale è occupata da Pedro-Mabale Fuga Afang.